# جیمز هیزلداین
جیمز هِـیزِلداین (انگلیسی: James Hazeldine؛ ‏ ۴ آوریل ۱۹۴۷ – ۱۷ دسامبر ۲۰۰۲) بازیگر اهل بریتانیا بود.
از فیلم‌ها و مجموعه‌های تلویزیونی‌ای که وی در آن‌ها نقش داشته‌است، می‌توان به دیوار پینک فلوید و اما اشاره نمود.